# Ключи (деревня, Кирово-Чепецкий район)
Ключи́ — деревня в Кирово-Чепецком районе Кировской области в составе Поломского сельского поселения.

## География
Расположена на расстоянии примерно 3 км на северо-запад от центра поселения села Полом.

## История
Известна с 1671 года как деревня Чернушка с 3 дворами, в 1764 году 79 жителей. В 1873 здесь (Чернушка большая) дворов 10 и жителей 95, в 1905 (Большая Чернушка или Ключи) 21 и 117, в 1926 20 и 87, в 1950 24 и 103, в 1989 уже не было постоянных жителей. Настоящее название утвердилось с 1950 года. Ныне имеет дачный характер.

## Население
Постоянное население составляло 0 человек в 2002 году, 5 в 2010.